# Andet slag om Gaza
Det Andet slag om Gaza blev udkæmpet mellem 17. og 19. april 1917 efter den egyptiske ekspeditionsstyrkes nederlag i det Første slag om Gaza i marts under felttoget i Sinai og Palæstina i 1. verdenskrig. Gaza blev forsvaret af den stærkt forskansede osmanniske garnison, som var blevet væsentligt forstærket efter det første slag. Den bemandede byens forsvar og en linje af stærke skanser, som strakte sig østpå langs vejen fra Gaza til Beersheba. Forsvarerne blev angrebet af den Østlige styrkes tre infanteridivisioner med støtte fra to beredne divisioner, men forsvarernes styrke, deres forskansninger og artilleristøtten decimerede angriberne.
Som følge af den egyptiske ekspeditionsstyrkes sejre i slaget ved Romani, slaget ved Magdhaba og slaget ved Rafah, som var blevet udkæmpet mellem august 1916 og januar 1917, havde ekspeditionsstyrken trængt den besejrede osmanniske armé østpå. Ekspeditionsstyrken besatte det egyptiske område på Sinaihalvøen, og krydsede grænsen ind i det Osmanniske Riges sydlige Palæstina-region. Resultatet af det første slag om Gaza havde imidlertid været så tæt på et nederlag, som man kunne komme det. I de tre uger mellem de to slag var stillingerne ved Gaza blevet kraftigt forstærket mod et frontalangreb. De stærke stillinger og befæstninger viste sig umulige at indtage under de katastrofale frontangreb, hvor ekspeditionsstyrkens tab i nogle tilfælde overskred 50% uden større gevinster.

## Baggrund
En beslutning den 11. januar i krigskabinettet om at skære ned på operationerne i Palæstina blev omgjort den 26. februar på en konference mellem Storbritannien og Frankrig, og den egyptiske ekspeditionsstyrke fik nu til opgave at erobre fæstningen Gaza som det første skridt mod Jerusalem. Gaza var en af de ældste byer i verden og var en af de fem bystater, som ifølge bibelen blev regeret af filistrene, og den havde været omkæmpet mange gange i dens 4.000-årige historie. Egypterne og assyrerne havde angrebet Gaza efterfulgt i 731 f.Kr. af grækerne, med bl.a. Alexander den Store som foretog tre angreb og belejringen af Gaza i 332 f.Kr. Byen blev fuldstændig ødelagt i 96 f.Kr. og genopbygget lidt syd for dens oprindelige placering. Gaza blev erobret af kalif Umar ibn al-Khattab i 635, af Saladin i 1187 og af Napoleon i 1799. I Gaza var der et vigtigt kornlager med en tysk dampmølle, byg, hvede, oliven, vingård, appelsinlunde, træ til brændsel blev dyrket foruden at der var græsning for mange geder. Byg blev eksporteret til England, hvor det blev brygget til øs, og i 1912 importerede de 40.000 indbyggere i Gaza for £10.000 garn fra Manchester. Majs, hirse, bønner og vandmeloner, som alle blev høstet tidligt på efteråret, blev dyrket i det meste af området.
Alle Ørkenkolonnens beredne og infanteridivisioner havde været i kamp under det første slag om Gaza, og især kolonnens 53. division havde været stærkt involveret. Dette konfrontationsslag mellem beredne divisioner fordrede især fart og overraskelse på et tidspunkt, hvor Gaza havde været en udpost med en stor garnison på den yderste flanke af en linje, som strakte sig ind i landet fra Middelhavet.
Mens Ørkenkolonnens Anzac og delvis dannede beredne Imperiedivision hurtigt blev indsat for at afskærme mod, at osmanniske forstærkninger kunne forstærke den osmanniske garnison i Gaza den 26. marts, havde 53. division med støtte af en brigade fra 54. division angrebet de stærke forskansninger syd for byen. Efter at være blevet forstærket med den beredne Anzac-division begyndte et fælles angreb om eftermiddagen hurtigt at vise resultater. Med de fleste mål erobret, satte mørkets frembrud en stopper for kampen, og en tilbagetrækning blev beordret, inden hærlederne var fuldt ud klar over sejren. Det første slag endte i opløsning, da den beredne Anzac-division "vidste, at de var ved at vinde, men så sejren taget fra dem med ordren om at trække sig tilbage." Dette nederlag indtraf på et tidspunkt, hvor moralen i det Britiske Imperium i forvejen var lav på grund af de fortsatte nederlag på Vestfronten. General Sir Archibald Murray, som var chef for det egyptiske ekspeditionskorps, rapporterede om slaget ved Gaza til krigsministeriet i yderst optimistiske toner, så hans rygte afhang som følge heraf af en afgørende sejr i det andet forsøg. Lederen af Østlige Styrke, generalløjtnant Charles Macpherson Dobell, antydede også en væsentlig sejr, og Murray fik ordre til at rykke videre og erobre Jerusalem. Briterne var ikke i en position, hvor de kunne angribe Jerusalem, da de først skulle bryde igennem det osmanniske forsvar ved Gaza. Den australske officielle historie beskrev det første slag om Gaza ganske anderledes. "I sig selv var kampen et alvorligt slag mod den britiske armé, da den påvirkede tropperne på begge sider i en grad, som var helt ude af proportion med de tab, som var lidt, eller til negative sejr som osmannerne havde opnået. Der var ikke en eneste menig i den britiske hær, eller rytter i de beredne brigader, som ikke mente, at nederlaget skyldtes, at stabene havde kludret, og intet andet."
Forberedelserne for at nyt angreb omfattede forlængelsen af jernbanen til Deir el Belah, hovedkvarteret for Østlige styrke, så det blev muligt at indsætte "alle til rådighed stående tropper" i angrebet. Der blev bygget vandreservoirer, som kunne rumme 300 m³ i Wadi Ghuzzee og lagre af ammunition og forsyninger blev etableret i nærheden. Vejret var "rimeligt køligt" og sundhedstilstanden blandt tropperne "var god". Moralen havde "forbedret sig oven på skuffelsen ved det første slag, hvor sejren havde været så nær."
Indtil den 4. april havde Østlige styrke været ansvarlig for den sydlige sektor af forsvaret af Suez-kanalen, 240 km borte. Denne opgave blev overdraget til den egyptiske ekspeditionsstyrke, hvilket lettede Dobells arbejde.

### Reorganisering af Ørkenkolonnen
Mellem det første og andet slag om Gaza blev Ørkenkolonnen under generalløjtnant Philip Chetwode reorganiseret, så det udelukkende kom til at bestå af beredne enheder. Det drejede sig om den beredne Anzac-division under generalmajor Harry Chauvel og den beredne Imperiedivision under generalmajor Henry Hodgson, hver med fire brigader. Ørkenkolonnen skulle dække infanteriets højre flanke og angribe osmanniske styrker langs vejen mellem Gaza og Beersheba så langt som til Hareira. 1. og 4. lette beredne brigade fik ordre til at slutte sig til deres divisioner, så de blev på 4 brigader hver. Den beredne Anzac-division bestod af 1. og 2. lette beredne brigade, den newzealandske beredne riffelbrigade og 22. beredne brigade. Den beredne imperiedivision bestod af 3. og den nye 4. lette beredne brigade sammen med 5. og 6. beredne brigade. 4. lette beredne brigade ankom til Khan Yunus den 11. april, og efter at have læsset bagagen af, var den klar til at rykke frem den 14. april. Den medbragte seks sække med nødrationer pr. eskadronen foruden tre dages rationer og 5,5 kg korn på hver hest.

### Rekognosceringer
Den 1. april blev der gennemført en rekognoscering øst for Wadi Ghuzze mellem Wadi esh Sheria og havet af en betaljon fra hver af de infanteridivisioner 52., 53. og 54. Den næste dag rykkede 1.000 mand osmannisk infanteri over på den højre bred af Wadi Ghuzze. Begge sider gennemførte patruljering dag og nat. 10. lette beredne regiments spejdere anførte en rekognoscering fra 3. lette beredne brigade øst for Wadi el Ghuzze, mens osmannisk artilleri var meget aktivt under en træfning med en osmannisk kavaleripatrulje nogle kilometer foran ekspeditionsstyrkens frontlinje.
Joseph W. McPherson, en officer i det egyptiske kameltransportkorps, blev inviteret til at ledsage to kammerater fra ingeniørtropperne på en rekognoscering om eftermiddagen langfredag den 6. april 1917. "Vi så grupper af tyrker og kortlagde nye skyttegrave, de havde lavet, vi blev beskudt af snigskytter ved et tilfælde, og måtte tilbagelægge et godt stykke vej på maven."

### Krig i luften
Begge sider gennemførte luftrekognoscering. Luftfotografier muliggjorde fremstilling af et nyt delvis kontorkort i skala 1:40.000, der kunne trykkes inden det andet slag om Gaza. Begge sider var imidlertid ivrige efter at følge med i modstandernes forberedelser, og luften blev et omstridt område. Nyligt ankomne tyske fly angreb den egyptiske ekspeditionsstyrkes observationsfly i en række luftdueller, som dog ikke fik en klar vinder. Den 6. april nærmede fem tyske fly sig Rafah, hvor de blev opfanget af to AFC Martinsyde-fly. Et af dem blev tvunget til at lande og blev ødelagt på jorden, mens det andet hentede forstærkninger. Tre Martinsyde-fly ankom for at angribe den tyske formation. Luftbombardement var også ihærdigt gennemført af begge sider, og mens denne kamp i luften fandt sted, bombarderede fjendtlige fly Bir el Mazar. Den 7. april i et fælles angreb mellem fire australske fly og adskillige fra 14. eskadrille blev der kastet bomber med Gaza og lufthavnen i Ramle, hvor to hangarer blev ramt. På hospitalet i al-Arish beskrev dr. Duguid den stærkt månebelyste nat 8. april 1917, "... nu stigen den til himmels. 22:30. Det er klart som om dagen, og der er en tydelig skygge i sandet. Jeg hører, at vi forventer et luftangreb snart. Regimenterne graver tilflugtshuller overalt."
Rafah blev bombet to gange den 12. april af tre tyske fly, hvorefter 17 fly fra ekspeditionsstyrkens eskadriller bombede osmanniske stillinger langs Beersheba-linjen og nedkastede 1.000 pund bomber på både Huj og Kh. el Bir. Gengældelsesangreb fulgte i hurtig følge inden middag og fortsatte i løbet af de følgende tre dage, ledsaget af kraftig artilleribeskydning fra begge sider.
 Jeg skulle mene, at mindst tre hundrede røgskyer flød rundt over os på himmelen, nogle sorte, nogle hvide, de eneste skyer i det klare blå.  En Taube og et engelsk fly manøvrerer og har ind imellem held til at beskyde hinanden. Flere engelske fly kommer op gennem en spærreild af granateksplosioner og splinter fra vore egne granater falder i vor egen lejr, næsten en større fare end Fritz's bomber.

 — Joseph W. McPherson, Egyptiske kamel transportkorps

## Optakt
I løbet af de tre uger mellem de første to slag om Gaza blev byen hurtigt omdannet til det stærkeste punkt i en række stærkt befæstede stillinger, som strakte sig til Hareira 19 km øst for Gaza, og sydøst mod Beersheba. De forøgede bredden og dybden af deres frontlinjer og udviklede gensidigt støttende stillinger i ideelt forsvarsterræn. Bygningen af disse stillinger ændrede karakteren af angreb til et frontalt angreb med infanteri over åbent land med de beredne tropper som støtte.

### Forsvarende styrke
Efter det første slag blev forsvaret forstærket med yderligere to regimenter af 53. division, fire artilleribatterier og noget kavaleri.
Styrken som forsvarede byen Gaza og den vestlige kystsektor bestod af:
3. infanteridivision
31. infanteriregiment (to bataljoner og maskingeværer)
32. infanteriregiment (to bataljoner og maskingeværer)
To maskingevær kompagnier
Fire batterier feltartilleri
Østrigske bjerghaubits batterier
En 15 cm haubits batteri
Et regiment fra 16. infanteridivision
Gruppe Tiller, i alt 7 infanteribataljoner
79. infanteriregiment
2. bataljon af 81. infanteriregiment
125. infanteriregiment
En eskadron kavaleri
Et kompagni kameltropper
12 tunge bjerghaubits i to østrigske batterier
To lange kanoner i det tyske 10-cm batteri fra Pasha I
To osmanniske feltartilleri batterier.
Ved Hareira
Et regiment fra 16. infanteridivision
Ved Tel esh Sheria (styrkens hovedkvarter)
16. infanteridivision og et regiment enten 47. eller 48. infanteriregiment
3. kavaleridivisions 1.500 sværd
Ved Kh Sihan
53. division
To bataljoner af 79. regiment (16. infanteridivision)
Fire batterier
Noget kavaleri
Ved Beersheba
To bataljoner af 79. regiment (16. infanteridivision)
Et artilleribatteri
De blev støttet af 7. og 54. infanteridivision fra 20. korps og 3.000 mand forstærkninger fra 23. og 24. division af 12. korps.
Briterne vurderede, at der var 21.000 osmanniske forsvarere ved Gaza og Tel esh Sheria, 4.500 ved Kh. Sihan og yderligere 2.000 ved Atawineh. Andre britiske estimater lyder på 25.000 tyske og osmanniske tropper i området med 8.500 i Gaza, 4.500 øst for Gaza, 2.000 i Atawineh-skansen og 6.000 ved Hareira og Tel el Sharia omkring halvvejs mellem Gaza og Beersheba. Den officielle britiske historiker skriver, at der "var 18.000 rifler ved fronten" under dette andet slag, inklusiv styrken i Beershaba. Mandskabsstyrken i den forsvarende styrke var 48.845, heriblandt 18.185 bevæbnet med rifler, 86 bevæbnet med maskingeværer. Selv om de havde i alt 101 stykker artilleri, var kun 68 i aktion under slaget, 12 af disse havde en kaliber større end feltartilleri. Krigsministeriet mente, at der kunne være 30.000 osmanniske tropper i det sydlige Palæstina og at Gaza–Beersheba linjen blev forsvaret af omkring 18.000 mand.
Den 10. april forstod Dobell, at Gaza blev forsvaret af tre regimenter, og at der var to regimenter øst for byen, to ved Hareira, og et i såvel Tel esh Sheria som ved Huj, med mulighed for gensidig støtte. Lige inden angrebet stod det klart, at en osmanniske styrke på 21.000 holdt området mellem Tel esh Sheria og Gaza, inklusiv 8.500 ved Gaza, 4.000 ved Kh el Bir og 2.000 ved Atawineh. Den 15. april 1917 blev den osmanniske styrke vurderet til omkring 1.500-2.000 kavaleri, 60-70 kanoner og 20.000-25.000 infanteri, som holdt linjen Sheria, Hareira til Gaza med en lille reserve nær Akra.

#### Forsvarsstillinger
Den osmanniske styrke forsvarede 16–19 km stillinger med skjulte og indskudte kanoner. Stillingerne, som blev holdt af Friedrich Freiherr Kress von Kressensteins styrker begyndte yderst til højre ved Middelhavetskyst, som var stærkt befæstet. Derefter kom Gaza og landet øst for byen, som blev domineret af pigtrådsklædte skyttegrave på stigende terræn, mens linjen mod Beersheba var knap så stærkt befæstet. De tyske og osmanniske styrkers velforberedte stillinger lagde vægt på "fordelene ved forsvar af områder frem for linjeforsvar, i det mindste om dagen og i klart vejr." De velplacerede skanser, som dækkede brede strækninger, gav gensidig støtte og muliggjorde at man kunne placere store reserver udenfor farezonen, og benytte dem til at gennemføre modangreb. Stillingerne ved Atawineh, Sausage Ridge, Hareira og Teiaha støttede hinanden mens de havde overblik over en næsten flad slette, hvilket gjorde ethvert angreb på dem næsten umuligt.

### Angribende styrke
Murray beordrede Dobell til at angribe Gaza med tre divisioner. Det var 52. infanteridivision under generalmajor W. E. B. Smith, 53. infanteridivision under brigadegeneral S. F. Mott (som havde afløst generalmajor A. G. Dallas, som havde taget sin afsked på grund af dårligt helbred efter det første slag) og 54. infanteridivision under generalmajor S. W. Hare. 52. division havde ikke været involveret i kampe siden slaget ved Romani 8 måneder tidligere, mens 53. division og i mindre grad 54. division begge havde været involveret i det første slag. Disse to divisioner havde været næsten oppe på fuld styrke inden slaget, men manglede nu i gennemsnit 1.500. De næsten 4.000, som det første slag havde kostet i tab, blev båret "næsten udelukkende af 53. division", selv om 161. brigade (54. division) også havde lidt "særligt store tab", og den blev i divisionens reserve under det andet slag. Det vides ikke, hvilke forstærkninger 53. division havde modtaget i tiden mellem de to slag. 74. Yeomanry division, som hastigt var blevet formeret af 18 afsiddede yeomanry regimenter, var nu fuldtallig, bortset fra artilleri og et enkelt feltkompagni. Divisionen ankom, og den 7. april overtog den forpostlinjen langs Wadi Ghuzzee fra 54. division. Infanteriet ville blive støttet af Ørkenkolonnens to beredne divisioner, som hver bestod af fire brigader.

#### Artilleri
Østlige styrke havde 170 kanoner, hvoraf 16 var af middel eller svær kaliber. Da jernbanebyggeriet nåede til Deir el Belah den 5. april, kunne der bringes mere middelsvært artilleri frem. Dette omfattede alle 12 60-punds kanoner, 201. belejringsbatteris to 8-tommers og to 6-tommers haubitser og 3. brigade af 54. divisions feltartilleri. Dette udgjorde alt det artilleri, som kom til mellem det første og andet slag. Den 18. april var alle tunge kanoner blevet indskudt ved hjælp af fly, som fløj frem og tilbage over frontlinjen og markede hvert nedslag.

#### Kampvogne og gasgranater
En afdeling med 8 tunge Mark I-kampvogne fra tankkorpset nåede fronten. Kampvogne havde været indsat i Frankrig siden september 1916, og Palæstina blev det eneste andet sted, hvor de blev indsat under krigen. "De forekom at give dem bedste chance for et vellykket frontalt angreb." Lyden-Bell rapporterede til krigsministeriet, at de ville skræmme livet ud af forsvarerne. Højtstående officerer indsatte dem tilsyneladende af den grund i par, som var langt adskilt.
Kampvognene, som ankom til Palæstina i januar 1917, havde været brugt til oplæring og var ikke af nyeste model, men under et prøveangreb havde de vist sig velegnede under de sandede forhold. "Selv om sandet var temmelig tungt, påvirkede det dem ikke det mindste. De tøffede afsted på bedste vis". De fungerede godt i sand, så længe bælterne ikke var smurt, hvilket var normal praksis. Kampvogne War Baby var udstyret med 105 hk motor. Det havde en revolver (?), skydeskår, periskop, dynamoer og differentiale og var bevæbnet med fire Hotchkiss maskingeværer og to hjælpekanoner. Denne kampvogn var bemandet med en officer, som sad ved siden af chaufføren, fire skytter på cykelsadler og 2 smørere.
Kampvognene skulle indsættes langs fronten og rykke frem over åbent terræn, hvor de kunne give ly til infanteriet, som fulgte bag dem, men da kampvognene blev mål, gik det også ud over infanteriet, og kun to kampvogne nåede frem til deres mål.
En sending på 4.000 4,5 tommes gasgranater blev modtaget af det egyptiske ekspeditionskorps. Det var de første gasgranater, som blev anvendt under felttoget i Palæstina.

#### Luftstøtte
I alt 25 fly var til rådighed i 5. luftstyrke, herunder 17 B.E.2 og otte Martinsyde som, selv om de var de bedste jagere til rådighed, havde en tendens til at blive for varme. På dette tidspunkt var 5. luftstyrke, med no. 14. eskadrille med sin "A" Flight og No. 67 eskadrille A.F.C. alle stationeret ved Rafah. No. 14 eskadrilles "B" Flight og fremskudte hovedkvarter lå ved Deir el Belah, mens "X" Aircraft Park lå på den anden side Suez-kanalen ved Abbassia med den fremskudte Aircraft Park ved kanalen i Qantara.
I de tre dage, det andet slag ved Gaza varede, fløj ekspeditionsstyrkens fly 38 missioner og angreb 63 mål. De lokaliserede 27 batterier, trods at det var vanskeligt at identificere mål gennem røg og støv fra bombardementet og fra at blive angrebet af fjendtlige fly. Trods det blev der registreret 128 træffere af artilleriet, og tre kanoner blev ødelagt, mens tysk og osmannisk antiluftskyts artilleri kostede tre piloter livet og tabet af to fly.

#### Medicinsk støtte
Alle kamelerne i de beredne feltambulancer blev ved Dier el Belah under slaget undtagen en lille andel, som blev flyttet frem, men ambulancefolk og transportkøretøjer blev ved Deir el Belah under kampene. Mens angrebene blev sat ind over åbent terræn uden dækning, måtte mange sårede indsamles, mens de tydeligt kunne ses af fjenden. Evakueringer af Ørkenkolonnen blev udført med 36 Ford ambulancevogne, seks fra hver division med en konvoj på 24, som opererede mellem divisionernes modtagestationer ved Tel el Jenimi og 53. britiske Casualty Clearing Station ved Deir el Belah. Herpå blev de transporteret tilbage til No. 2 Australian Stationary Hospital ved al-Arish på jernbanen, inden de fortsatte deres rejse tilbage til Qantara.

#### Dobells plan
Dobell og Murray diskuterede fordelene ved et angreb i flanken mod Gaza fra øst i stedet for et frontalangreb, men manglen på vand i området mod Beersheba betød, at det var uden for ekspeditionsstyrkens muligheder i april 1917. Dobell planlagde derfor et direkte frontalangreb mod de velforberedte osmanniske forsvarsstillnger. Han ville bruge alle disponible styrker til at "knuse" hovedstillingerne i Gazas forsvar, mens Ørkenkolonnen rykkede frem på højre flanke som forberedelse til en forfølgelse.
Angrebet skulle gennemføres i to trin. Først skulle 52. og 54. division angribe og tage Sheikh Abbas og foretage en generel fremrykning 3–5 km hinsides Wady Ghuzzee for at placere infanteriet i stilling til at kunne gennemføre hovedangrebet på Gaza. Disse to divisioner med 74. Yeomanry-division i reserve skulle rykke øst for Es Sire Ridge med 53. division på en front mellem Rafah-Gaza-vejen og middelhavskysten. De skulle efterfølgende befæste deres nye fremskudte linje med skyttegrave og pigtråd, som skulle strække sig fra Tel el Ujul ved kysten til Es Sir Ridge langs Manusra-højderyggen til Sheikh Abbas, hvor en infanteribrigade skulle styrke stillingerne. Dette angreb blev dækket af Ørkenkolonnen, som opererede mod øst og sydøst for at bremse forstærkninger fra at ankomme fra Hareira og Tel esh Sheria og forstærke Gaza.
Så snart forberedelserne var færdige og med mindst en klar dag mellem de to trin, skulle 52., 53. og 54. division med støtte fra kamelbrigade indlede hovedangrebet på Gaza fra syd, sydvest og sydøst. 74. Yeomanry-division skulle danne reserve, mens deres højre flanke blev beskyttet af Ørkenkolonnen. Kolonnen skulle "beskytte til højre for infanteriet mod en fjendtlig fremrykning i og forbi skyttegravene ved Atawineh og Hareira på Gaza til Beersheba-vejen." De havde også ordre til at udnytte et infanterigennembrud og angribe Hareira på den yderste højrefløj, og de medbragte rationer for den næste dag sammen med en dåseration.
"Nogle underordnede ledere" foreslog et koncentreret infanteriangreb i dybden på kystsiden af Gaza, der "gav langt mere favorable muligheder" for et infanteriangreb. Nogle infanteridivisioners chefer anså artilleriet for utilstrækkeligt til bredden af det planlagte angreb. De mente, at et mere smalt, fokuseret angreb ville gøre bedre brug af det forhåndenværende artilleri. Chetwode og Chauvel, "de to mest erfarne generaler i styrken", betragtede udvidelsen af de osmanniske stillinger ved Gaza med "bange anelser." De havde set de osmanniske forsvareres styrke og beslutsomhed i befæstede stillinger i slaget ved Magdhaba og slaget ved Rafah.
Efter at have fået friske oplysninger om de osmanniske styrkers placering den 10. april, modificerede Dobell sin plan til at indeholde en mere fleksibel tilgang. Mens første trin forblev uændret, ville han måske under det andet trin i slaget angribe direkte ved at svinge sin linje en smule mod nordøst, med kun en division til at angribe Gaza for at skabe et hul til Ørkenkolonnen, afhængig af om de fjendtlige stillinger ved Atawineh blev forstærket med enheder fra styrken i Hareira. Eller han kunne sende hovedparten af sin styrke til kystsiden af Gaza og sætte et angreb ind der.

#### 16. april
På dette tidspunkt havde Murray flyttet ekspeditionsstyrkens hovedkvarter i en jernbanevogn fra al-Arish til Khan Yunis og var i telefonforbindelse med Dobell i Østlige styrke kamphovedkvarter ved Deir el Belah, otte km syd for Wadi Ghuzzee. I mellemtiden flyttede Chetwode sit hovedkvarter for Ørkenkolonnen fra tæt ved In Seirat til Tel el Jemmi.
Lige efter kl. 19 marcherede infanteridivisionerne af sted til overgangene over Wadi Ghuzzee, men den beredne Anzac division forlod Deir el Belah kl. 18.30 med den newzealandske beredne brigade til at lede den natlige march. Kl. 4.30 den 17. april førte Canterbury Mounted Rifles Regiment an over Wadi Ghuzzee ved Shellal-vadestedet, efterfulgt af resten af den beredne Anzac-division. Den beredne Imperium-division lukkede sit hovedkvarter ved Deir el Belah og genåbnede det ved Tel el Jemmi. Kl. 15.45 forlod 3. lette beredne brigade Goz el Taire for at udsætte en forpostlinje ved Jemmi, mens 4. lette beredne og 5. og 6. beredne brigader var i bivuakområdet kl. 22. 5. beredne brigade rykkede ud kl. 1.30 den 17. april med ordre om at indtage Kh Erk.

## Slaget

### 17. og 18. april
Det andet slag om Gaza begyndte den 17. april og varede i tre dage. En styrke med betegnelsen "Eastern Attack" under ledelse af E. B. Smith og bestående af 52. og 54. division skulle erobre en linje fra Sheikh Abbas, gennem Mansura til Kurd Hill på Es Sire højderyggen så hurtigt som muligt og forskanse deres nye stillinger. Under angrebet var 54. division indsat på højre og 52. division på venstre side, mens 53. division rykkede over Wadi Ghuzzee, vest for Rafah-Gaza vejen til Tel el Ujul, for at etablere en forpostlinje i sandklitterne og dække 52. divisions venstre flanke, mens 74. division blev holdt i reserve.
To kampvogne, som var tilknyttet 163. brigade i 54. division indledte deres fremrykning fra Dumb-bell Hill kl. 4.30, men den forreste kampvogne blev sat ud af spillet efter at være blevet ramt af tre granater. Angrebet på Sheikh Abbas lykkedes kl. 7 og da området var blevet besat begyndte arbejdet med at befæste området og grave skyttegrave. 52. divisions fremrykning stødte på mere modstand, men efter at dens 157. brigade erobrede en osmannisk forpost ved El Burjabye, kunne de besætte Mansura højderyggen. Her blev dens fremrykning bragt til standsning da de blev mål for osmannisk artilleri, som skød fra Ali Muntar. Trods det blev den erobrede stilling konsolideret. I løbet af dagen blev der konstrueret en befæstet linje fra Sheikh Ailin til Sheikh Abbas omkring 5 km fra Gaza. Med erobrignen af Mansura højderyggen var der etableret en linje herfra til havet omkring 3 km fra Wadi Ghuzzeh.
Ved daggry kørte kampvogne rundt om Mansura højderyggen for at nedkæmpe tilbageværende osmanniske poster, men terrænet var uegnet og de blev stoppet af osmannisk artilleri. "Eastern Attack" havde tab på 300, men indtil nu havde alle de erobrede stillinger været bemandet med osmanniske forposter.
Ørkenkolonnens rolle i løbet af dagen var at beskytte den højre flanke af 87. division og "gøre udfald mod Hareira." 5. beredne brigade fra den beredne imperiedivision krydsede Wadi Ghazze kl. 2.30 og rykkede op ad Wadi esh Sheria for at besætte Kh. Erk 5 km syd-sydvest for Hareira ved daggry. En patrulje fra 1/1. Worcestershire Yeomanry (5. beredne brigade) afbrød telegraflinjen mellem Hairpin og Hareira skanserne, fjernede 100 meter tråd og isolatorerne. I mellemtiden drev den beredne newzealandske riffelbrigade (beredne Anzac division) en osmanniske forpost bort under deres fremrykning mod Hareira. Den beredne Anzac division, "holdt øje med landet mod sydøst", i løbet af dagen blev de hyppigt bombarderet. Feltambulancer i bagområdet blev også bombarderet. Den beredne imperiedivision blev ved Ørkenkolonnens hovedkvarter ved Tel el Jemmi. Fra middag holdt newzealænderne en linje nær Im Siri på vejen mellem Shellal og Beersheba, hvorfra de så en hel del bevægelser omkring Tel esh Sheria og jernbaneviadukten ved Irgeig. Ved aftenstid holdt 22. beredne brigade fortsat forpostlinjen, mens resten af den beredne Anzac division trak sig tilbage til Shellal for at vande heste.
Den følgende dag, den 18. april mens infanteriet konsoliderede deres stillinger og forberedte sig på kamp, og et bombardement fra ekspeditionsstyrken af fjendtlige stillinger fra land og sø blev gengældt. Under denne artilleriduel, ledte kanonerne efter det osmanniske artilleris positioner og beskød samtidig stillngerne ved Gaza og Hareira. Også i løbet af dagen blev infanteriet forstærket af den beredne imperiedivision og kamelbrigaden. Højre fløj blev fortsat dækket af den beredne Anzac division, som gentog sine bevægelser fra den foregående dag for at dække højre flanke af de nye infanteripositioner, da de blev genstand for hyppigt bombardement, hvilket afstedkom svære tab. Forsyninger af ammunition og vand blev bragt frem til dem over Wadi Ghuzzee.

### 19 April
Efter at den første fase af Dobells planer var forløbet vellykket, besluttede han ikke at forsøge et angreb i flanken fra Atawineh eller Hareira mod Gaza, men vende tilbage til sin oprindelige plan og indlede en række angreb mens Ørkenkolonnen holdt forsvarerne fast i deres stillinger på højre side. 53. division, Østlige styrke og Ørkenkolonnen skulle angribe de 16–19 km osmanniske skyttegrave, som var stærkt støttet af velskjulte og indskudte kanoner.
"Eastern Attack"s to infanteri divisioner skulle foretage hovedangrebene på strækningen mellem Mansura og Sheikh Abbas, derpå dreje til venstre og erobre Ali Muntar inden de rykkede ind i Gaza by. Dette angreb ville følge den rute som blev taget af den beredne Anzac division under det første slag, til Kh. el Bir og Kh Sihan hvor et hul ville blive skabt for enheder fra Ørkenkolonnen at ride igennem. Placeringerne vist på kortene viser ikke nogen disponible beredne enheder. Mens dette angreb blev udført på den østlige side af Gaza skulle 53. division på den vestlige side erobre kyststillingerne i sandklitterne. Fem kampvogne blev knyttet til "Eastern Force" og to til 53. division, mens 74. division skulle forblive i reserve. Den beredne Anzac division skulle forlænge linjen østpå fra den beredne imperiedivision som forberedelse til et angreb på Atawineh skansen, hvilket efterlod 22. beredne brigade til at forsvare vadestedet ved Shellal.

#### Bombardement
Slaget begyndte kl. 5.30 med et to-timers artilleribombardement under hvilket det franske kystbevogtningsskib Requin, beskyttet af en skærm af driftere og trawlere og eskorteret af to franske destroyere skød mod Ali Muntar. Franske skibe blev involveret efter operationen bevægede sig ud af den britiske flådezone, som sluttede ved al-Arish. En monitor skød mod Warren på den vestlige side af højderyggen og en anden skød mod labyrinten. Efter kl. 7.30 flyttede skibene deres beskydning til nord og nordvest for Gaza og nord og nordøst for Ali Muntar for undgå at skyde på infanteriet. Skibene blev mål for en tysk undervandsbåd om eftermiddagen og den afskød en torpedo mod Requin', som var tæt på at ramme.
Østlige styrkes tunge artilleri beskød de fjendtlige artilleribatterier og stærke forsvarsstillinger, som bremsede infanteriangrebet. I de første 40 minutter skød felt haubitserne gasgranater mod fjendtlige batteristillinger og mod skovområdet sydvest for Ali Muntar. Herefter fortsatte de deres bombardement med at skyde højeksplosive granater i resten af de to timer. 15. tunge batteri beskød artilleristillinger og skyttegrave nær Kh el Bir, 10. tunge batteri beskød højderyggen øst for Gaza til Fryer Hill, 91. tunge batter beskød El Arish skansen, Magdhaba skyttegraven og fjendtlige batterier vest for Gaza, mens 6-tommer haubitserne i 201. belejringsbatteri beskød Outpost Hill og Middlesex Hill på Es Sire højderyggen. 8-tommer haubitserne skød mod Green Hill og de sydlige stillinger i Gaza. Disse kanoner havde 500 granater pr. 60-punds og 6-tommers haubits, 400 granater pr. 8-tommers haubits, 600 granater pr. 4,5-tommes haubits og 600 granater pr. 18-punds. Divisionscheferne styrede brugen af deres divisionsartilleri, bortset fra tre brigader 18-punds.
- 263. brigade fra 52. division var tilknyttet 54. division indtil kl. 7.30 hvor den blev overført til 74. division med den opgave at forsvare Sheikh Abbas højderyggen.
- 267. brigade fra 53. division blev stilknyttet 52. division indtil kl. 7.30 hvor den blev givet tilbage til 53. division.
- 272. brigade fra 54. division blev tilknyttet Østlige styrkes artilleri indtil kl. 18.30 den 18. april hvor den blev underlagt 74. division.[87]

De til rådighed stående kanoner var blevet placeret med en kanon for hver 90 meter, sammenlignet med en kanon for hver 11 meter på Vestfronten under slaget ved Arras (1917) i april. Der var ikke kanoner nok til at dække den 13,5 km lange front. De lette feltkanoner kunne ikke levere en tilstrækkelig tæt beskydning, og den tynde spærreild blev ikke effektivt styrket af skibskanonerne. Det stod hurtigt klart, at beskydningen fra krigsskibe, tungt artilleri, felthaubitser, inklusiv gasgranaterne, ikke havde stoppet forsvarernes artilleri. Ti minutter inden infanteriangrebet begyndte 18-punds kanonerne deres dækningsild.

#### Infanteriangreb
På den vestlige side af Gaza i kystsektoren skulle 53. division angribe fra deres stilling over Wadi Ghuzze ved Tel el Ujul og erobre Samson højderyggen en stor sandklit halvvejs mellem Wadi Ghuzzee og Gaza. Derpå skulle de rykke frem og erobre de vestlige osmanniske stillinger mellem Gaza og Middelhavet. I mellemtiden, på den østlige side af Gaza, skulle Eastern Attack's 52. division på venstre side angribe Ali Muntar, herunder labyrinten og Green Hill. På højre side skulle 54. division, med kamelbrigaden tilknyttet for at gøre infanteriangrebet bredere, rykke nordpå fra Sheikh Abbas mod Kh Sihan og Kh. el Bir.

##### Angreb ved kysten - 53. division
Brigadegeneral S. F. Motts 53. division begyndte deres fremrykning fra Tel el Ujul mellem Middelhavskysten og Rafah til Gaza vejen kl. 7.15 i forlænget orden, og begyndte at bevæge sig over sandbakkerne 15 minutter inden 52. division begyndte at rykke frem til højre for dem. Den 159. brigade til venstre skulle erobre Sheikh Ajlin ved stranden, mens 160. brigade til højre skulle erobre Samson-højderyggen, hver støttet af en kampvogn. De skulle efterfølgende skabe kontakt til 52. division på Ali Muntar med henblik på at indlede et fælles angreb fra Zowaiid-skyttegraven i vest til Romani skyttegraven på Rafah til Gaza vejen.
159. brigade på venstre fløj rykkede ganske godt frem, indtil den nåede omkring 750 meter fra Sheikh Ajlin, hvor den ifølge ordrerne skulle afvente erobringen af Samson højderyggen, for ikke at blotte sin højre flanke. Til højre for dem forsinkede maskingeværskydning fra skove 160. brigades angreb på Samson højderyggen, som først blev erobret kl. 13. Dette skovområde sydvest for Ali Muntar i nærheden af Romani skyttegraven og Outpost Hill, havde været mål for gasgranater under artilleribombardementet. Trods svære tab blev Samson højderyggen erobret med et bajonetangreb, men de fleste officerer og underofficerer blev dræbt eller såret. Da Samson højderyggen var blevet erobret havde en sekondløjtnant kommandoen over en hel bataljon. De tog også 39 fanger. Efterfølgende erobrede 159. brigade Sheikh Ajlin ved kysten uden besvær, mens et modangreb på Samson højderyggen mod 160. brigade mislykkedes. Divisionen mistede 600, de fleste af dem under kampene om Samson højderyggen, men kunne ikke rykke videre frem indtil 52. division kom frem og beskyttede deres højre fløj. Den officielle britiske historiker var kritisk overfor denne division: "Det lader til at mændene i 53. division stadig mærkede effekten af deres tab, skuffelser og træthed fra slaget som blev udkæmpet tre uger tidligere, for deres fremrykning, selv indtil Samson højderyggem havde været meget langsommere end de andre to divisioners."

##### Østlige angreb - 52. division
I venstre side af det østlige angreb og i forlængelse af linjen fra 53. division skulle den forreste brogade af 52. division - 155. brigade begynde deres angreb ved at trænge frem langs Es Sire højderyggen med 165. brigade i echelon med 156. brigade bagved til højre. Efter at have taget højderyggen skulle 155. brigade svinge til højre for at foretage et fælles angreb med 156. brigade mod Green Hill og Ali Muntar, mens deres 157. brigade blev i østlige angrebs reserve.
Østlige angrebs fremrykning fra deres positioner ved El Burjabye, Mansura højderyggen og Sheikh Abbas begyndte kl. 7.30 femten minutter efter 53. divisions angreb. 155. brigade rykkede frem langs toppen af Es Sire højderyggen med dybe kløfter på begge sider. 5. bataljon af King's Own Scottish Borderers til venstre var flankebeskyttelse mod skovområdet på den vestlige skråning af højderyggen, som havde været mål for gasgranater under artilleribombardementet med 4. bataljon af Scots Fusiliers på deres højre side. 4. bataljon af King's Own Scottish Borderers støttede dem. Da de forreste tropper og kampvognen nåede kløfterne mellem Queens Hill og Lees Hill på Es Sire Ridge tippede kampvognens forende ned i en kløft. Den anden kampvogn overtog imidlertid dens plads kl. 8.15 og Lees Hill blev besat.
Efter at have sikret sig Es Sire højderyggen kom 155. brigades angreb mod Outpost Hill under beskydning fra artilleri og maskingeværer foran den og fra dens venstre flanke i retning fra Romani skyttegraven og labyrinten. Indtil 53. division erobrede Samson højderyggen kl. 13 var 155. brigade på venstre flanke af 52. division udsat for kraftig beskydning fra rifler og maskingeværer. 5. bataljon af King's Own Scottish Borderers, som fulgte efter den resterende kampvogn, fortsatte angrebet mens de drejede en smule mod venstre for at angribe og besætte den osmanniske lynette stilling på Outpost Hill kl. 10. I mellemtiden led 4. bataljon af Royal Scots Fusiliers meget svære tab mens det angreb Middlesex Hill mod nordøst og blev stoppet under 275 meter fra deres mål.
På dette tidspunkt var manglen på artillerigranater begyndt at påvirke angrebet. Havde Middlesex Hill, Green Hill og Ali Muntar, som alle lå indenfor et relativt lille område, blevet kraftigt bombarderet havde 52. divisions 3. brigade kunnet dominere Gaza. I stedet fortsatte fjendtlig ild fra skoven med at ramme 155. brigade og en time efter at have erobret Outpost Hill var 5. bataljon af King's Own Scottish Borderers tvunget til at trække sig tilbage efter at have været udsat for et kraftigt modangreb. Efter nærkampe blev Outpost Hill generobret af 4. bataljon af King's Own Scottish Borderers, forstærket med 5. bataljon af King's Own Scottish Borderers og 5. bataljon af Royal Scots Fusiliers. Denne lynette fortsatte med at blive holdt af 155. brigaden om eftermiddagen trods fortsatte modangreb. Efter at alle ledende officerer var blevet dræbt eller såret og 70 overlevende blev trukket tilbage minutter inden 7. bataljon af Highland Light Infantry (157. brigade) ankom under kraftig osmannisk artilleribeskydning fra Østlige styrkes reserve for at forstærke dem. Bataljonen fra 157. brigade blev tvunget til at grave sig ned lige syd for Outpost Hill.
Angrebet fra 156. brigade blev holdt tilbage indtil kl. 10 indtil højre side af 155. brigade genoptog deres fremrykning. Men kort efter blev 156. brigades 8. bataljon stoppet af ild fra Middlesex Hill og Outpost Hill. De var fanget i åbent terræn i fem timer med deres højre flanke udsat for konstant beskydning, fortrinsvis fra Green Hill, som følge af at 54. division på deres højre rykkede frem ud af sigt. Efter at 156. brigade havde trukket sig en smule tilbage stoppede effektivt divisionsartilleri et kraftigt osmannisk modangreb fra Ali Muntar omkring kl. 15.30.
I mellemtiden rykke 157. brigaden uden 7. bataljon frem fra reserven nedenfor Mansura højderyggen til Lee's Hill og Blazed Hill. Et planlagt fælles angreb kl. 16 blev forsinket, og kl. 16.40 gav Østlige Styrke infanteriet ordre til at "afsluttet angrebet og grave sig ned" fra øst for Heart Hill (med forbindelse til 53. division) gennem Outpost Hill til højre fløj af 54. division nær Kh en Hamus (også kaldet Kh. en Namus). 157. brigade afløste 155. brigade, som havde lidt 1.000 tab ud af en styrke på 2.500. Med hensyn til navnene på de talrige steder i Gazaområdet bemærker den officielle britiske historiker: "nye navne optræder med hvert nyt angreb."

##### Østlige angreb - 54. division
Til venstre for 54. division, som rykkede frem fra Sheikh Abbas, strakte 162. brigade sig fra overskæringen mellem Wadi Mukaddeme og vejen mellem Gaza og Beersheba i vest til 163. brigade brigade til højre, som rykkede frem over en 1,3 km bred front, dens højre mod nordøst til en osmannisk skanse 1½ km nordvest for Kh Sihan, med kamelbrigaden til højre for sig. 161. brigade udgjorde divisionens reserve.
Angrebet fra 162. brigade i venstre side blev næsten med det samme beskudt med artilleri fra bag Ali Muntar og med maskingeværer og bjergkanoner, der skød fra de nærliggende fjendtlige skyttegrave. 10. bataljon af London Regiment angreb til venstre med 4. bataljon af Northamptonshire Regiment til højre og 11. bataljon af London Regiment som støtte. Under angrebet blev den venstre halvdel af 10. bataljon af London Regiment adskilt fra den højre. Dette skete da den venstre del stod overfor en selvstændig linje af skyttegrave, gennem hvile de kunne kæmpe sig vej over Gaza til Beersheba vejen kl. 8.30 hvorved de tvang en kanon til at trække sig tilbage. Et medlem af signalsektionen klatrede to gange op på telegrafpæle og afbrød forbindelsen, inden han blev dræbt af en artillerigranat under et tredje forsøg. Den venstre del af 10. bataljon af London Regiment blev fuldstændig isoleret fra den højre, da der opstod et hul på 700 meter mellem de to dele. De var også rykket frem, så de ikke længere kunne ses af 156. brigade til venstre for dem, og selv om deres udsatte venstre flanke ved Wadi Mukaddeme var delvis dækket af fremrykningen af to maskingeværsektioner, var den venstre del af 10. bataljon "håbløst udsat". Efterfølgende sendte 52. division deres højre fløj for at lette situationen, men den fremskudte gruppe blev til sidst tvunget til at trække sig tilbage over vejen, da to osmanniske bataljoner foretog et kraftigt modangreb. De blev tvunget yderligere 550 meter tilbage inden støtteild fra maskingeværer i Wadi Mukaddeme stoppede modangrebet. I mellemtiden havde den højre del af 10. bataljon holdt sig i forbindelse med 4. bataljon af Northamptonshire Regiment, som blev stoppet 450 meter fra osmanniske skyttegrave. En lille gruppe fra Northamptonshire Regiment, inklusive Lewis maskingeværsskytter, angreb et brystværn og skød mod osmanniske soldater på klods hold, "men denne lille gruppe blev til sidst nedkæmpet."
Angrebet fra 163. brigade (øst for 162. brigade) blev anført af en kampvogn mod en osmannisk skanse 1½ km nordvest for Kh. Sihan. De rykkede frem med 4. bataljon fra Norfolk Regiment til venstre og 5. bataljon fra Norfolk Regiment til højre. Mens de kæmpede sig frem til under 450 meter fra deres mål blev omkring totredjedele af 4. bataljon enten dræbt eller såret, og resten måtte søge dækning. Selv om de blev forstærket med 8. bataljon af Hampshire Regiment, kunne de ikke trænge længere frem under kampen, hvor Hampshire regimentet også led meget store tab. I mellem kl. 9 trængte kampvognen ind i en skanse fulgt af en del af 5 bataljon af Norfolk Regiment, tog 20 til fange og dræbte andre fra den fjendtlige garnison. Beskydningen fra adskillige fjendtlige batterier blev koncentreret om skansen, herved blev kampvognen ødelagt og de fleste infanterister blev dræbt. Der var så store tab, at de var ude af stand til at modstå et kraftigt modangreb, og de overlevende blev taget til fange. De få som undslap blev tvunget tilbage til den højderyg hvorfra de havde indledt deres angreb. Disse tre bataljoner mistede 1.500 mand, heriblandt to ledende officerer og alle 12 kompagnichefer. Klokken 13 fik 161. brigade ordre til at forstærke linjen, der blev holdt af 163. brigade. Efterfølgende foretog 5. bataljon af Suffolk Regiment, (163. brigade), og 6. batraljon Essex Regiment (161. brigade) et nyt angreb mod skansen, som i en kort periode havde været erobret af 5. bataljon af Norfolk Regiment. Klokken 14.20, inden denne fremrykning var kommet i alvorlig kamp, kom der ordrer om at hele linjen skulle stå fast. Østlige styrke beordrede divisionerne til at grave sig ned på den linje de holdt. Under slaget blev tre kampvogne erobret af de osmanniske forsvarere.
Til højre for 163. brigade rykkede kamelbrigaden forstærket med en bataljon fra 161. brigade i 54. division frem fra Dumb-bell Hill. 1. bataljon af kamelbrigaden rykkede frem for at besætte Tank skansen i venstre side af linjen mens 3. bataljon krydsede Gaza til Beersheba-vejen og holdt i et stykke tid både "Jack" og "Jill" stillingerne øst for Kh. Sihan. De trak sig tilbage, da 4. lette beredne brigade til højre for dem blev tvunget til at trække sig tilbage under et osmannisk modangreb.

#### Beredne angreb
Ørkenkolonnen var indsat til højre for kamelbrigaden og tilknyttet Østlige styrke, med den beredne imperiedivision med 17. motoriserede maskingeværbatteri tilknyttet angreb til venstre i retning af Atawineh-skansen, mens den beredne Anzac-division med 7. lette automobilpatrulje tilknyttet dækkede deres højre side og angreb mod Hareira-skansen. Den beredne Anzac-division skulle også fortsat være parat til at udnytte ethvert hul i den osmanniske linje. Den beredne styrke støttede infanteriets hovedangreb indtil forsvarerne enten trak sig tilbage eller der blev fremtvunget et hul i frontlinjen.

##### Atawineh – Den beredne imperiedivision
Klokken 6.30, en time inden infanteriets angreb begyndte, rykkede den beredne imperiedivision frem over en bred front mod Atawineh og Hairpin-skanserne. På venstre side fortsatte 4. lette beredne brigade linjen fra kamelbrigaden til Wadi el Baha, 11 km sydøst for Gaza. Derpå fulgte 3. lette beredne brigade og 5. beredne brigade på den yderste højre. Alle angreb de Atawineh over en ttre km bred front med 6. beredne brigade i reserve. Efter at de havde nærmet sig skanserne til hest, skulle de angribe afsiddet, hvor en fjerdedel af styrken holdt hestene. Den beredne imperiedivisions angreb blev støttet af Inverness og Ayrshire-batterierne eskorteret af 3. eskadron af Auckland Mounted Rifles Regiment (beredne newzealandske riffelbrigade i den beredne Anzac-division).
 Fjendens artilleribeskydning var den kraftigste vi nogensinde havde oplevet, med shrapnel og højeeksplosiver. Det blev meldt, at tyrkerne havde over 250 store kanoner i gang. Vor trop kom gennem en række korte hurtige løb tæt nok til at kunne storme, men de svære tab gjorde det umuligt at fortsætte.

 — Brigadespejder i 3. lette beredne brigade
Med dens venstre i kontakt med kamelbrigaden erobrede 4. lette beredne brigade en stilling med overblik over Gaza til Beersheba vejen nær Kh. Sihan. På deres højre fik 3. lette beredne brigade kl. 9.15 ordre til at stoppe deres fremrykning, da dens fremskudte stilling tiltrak sig beskydning. De var tæt på Atawineh skansen efter at have taget 70 fanger, men brigaden begyndte at lide tab fra beskydning fra siden fra den smalle udløber, der kaldtes Sausage Ridge sydøst for Wadi el Baha.

##### Sausage Ridge – 5. beredne og beredne newzealandske riffelbrigade (Anzac Mounted Division)
Denne stærkt forsvarede stilling sydøst for Atawineh-stillingen blev angrebet af 5. beredne brigade til højre for den beredne imperiedivision. Deres trængte angreb blev kl. 9.30 forstærket med Wellington Mounted Rifles Regiment, (beredne newzealanske riffelbrigade i den beredne Anzac-division), selv om de newzealænderne skulle forberede sig på et beredent angreb. Da newzealænderne rykkede frem med fire maskingeværer under dækningsild fra Ayrshire-batteriet, blev højre side af den beredne brigade tvunget tilbage af maskingeværbeskydning fra en osmannisk bataljon på højderyggen. Newzealænderne fjernede trykket fra 5. beredne brigade, støttet på et tidspunkt af effektiv beskydning fra 2½ batterier hestartilleri. Somerset og Ayrshire-batterierne og alle disponible maskingeværer koncentrerede deres beskydning mod Sausage Ridge, mens Wellington Mounted Rifles Regiment erobrede den sydlige ende af højderyggen. Osmannisk beskydning fra Hairpin-skansen i den nordlige ende af Sausage Ridge nær vejen mellem Gaza og Beersheba stoppede imidlertid deres fremrykning. På dette tidspunkt fik Canterbury Mounted Rifles Regiment ordre til at forstærke Wellington Mounted Rifles Regiment og 5. beredne brigade. Omkring middag rykkede resten af den newzealandske beredne riffelbrigade frem i trav med Canterbury Mounted Rifles Regiment på venstre side. Selv om fjendtlige fly bombarderede dem, og artilleribeskydning afstedkom alvorlige tab, blev maskingeværerne bragt i stilling mellem 900 og 1.400 meter fra Hairpin-skansen for at give en effektiv beskydning, mens de osmanniske styrker kun var 350 meter væk.
De kraftige modangreb, som blev sat ind mod det østlige angreb, udvidede sig mod øst, og kl. 14 angreb en stor osmannisk styrke med artilleristøtte lang hele den beredne imperiedivisions front. 3. og 4. lette beredne brigade blev tvunget et stykke tilbage og led talrige tab, mens 6. beredne brigade blev sendt frem fra reserven for at afstive fronten. Et regiment udfyldte et hul, som var opstået mellem 3. og 4. beredne brigade, mens to regimenter forstærkede 5. beredne brigade med støtte 263. artilleribrigade. Sammen holdt de det osmanniske modangreb tilbage, og der blev ikke mistet mere terræn, inden natten bragte en afslutning på kampen.

##### Hareira – 1. lette beredne brigade (Beredne Anzac-division)
Mens den 22. beredne brigade (beredne Anzac-division) i reserven rykkede til Tel el Fara ved Wadi Ghuzzee, 6 km syd for Hiseia, for at dække højre side af den beredne imperiedivision og holde vagt over ingeniørtropper, som udvidede brøndene i området, blev 1. lette beredne brigade beordret til at foretage et afsiddet angreb mod Hareira på den yderste højrefløj af kamplinjen. Inden middag var 1. lette beredne brigade rykket frem for at besætte Baiket es Sana. Om eftermiddagen, mens osmannerne angreb østlige styrke og den beredne imperiedivision til venstre for dem, marcherede en fjendtlig styrke ud fra Hareira i et modangreb på l. lette beredne brigade. De lette beredne blev også angrebet i flanken af et regiment fra den 3. osmanniske kavaleridivision fra Tel esh Sheria. De rykkede frem for at angribe mellem wadierne esh Sheria og Imleih. Beskydning fra 1. lette beredne brigades Hotchkiss og Vickers-maskingeværer med støtte fra Leicester-batteriet stoppede modangrebet.
Selv om 2. lette beredne brigade skulle forberedes til et beredent angreb, 5. og 7. lette beredne regiment (2. lette beredne brigade) holdt en lang front syd for Wadi Imleih. Her blev de angrebet af en eskadron osmannisk kavaleri med støtte fra et andet kavaleriregiment og en styrke beduiner. Med deres rifler over ryggen var det lette ryttere forsvarsløse på Hesteryg, og de blev tvunget tilbage under dække af deres maskingeværafdeling, inden de til sidst fik stoppet den osmanniske fremrykning. Hen ad aften blev et truende modangreb med infanteri fra Beersheba på den yderste højrefløj ikke til noget. Den beredne Anzac-division trak sig tilbage for at vande hestene i Wadi Ghuzzee ved Heseia, hvor de blev beskudt med granater, hvilket afstedkom nogle tab.

### Ophør af ekspeditionsstyrkens angreb
Mørket bragte en ende på kampene, men der var en forventning om, at de ville blive genoptaget den følgende dag. Selv om det var lykkedes ekspeditionsstyrkens brigader at trænge ind i de osmanniske skyttegrave på flere punkter, var de blevet svækket for meget i det intense forsvar af det vundne under de kraftige modangreb. Sidst på eftermiddagen stod det klart, at der var "ingen udsigt til succes på nogen del af fronten", og de offensive operationer sluttede, efter det osmanniske modangreb var blevet tvunget tilbage. Dobell modtog rapporter fra sine divisionschefer, som beskrev troppernes tilstand, manglen på ammunition og de skønnede tab på 6.000. Han besluttede at udskyde angrebet i 24 timer og rapporterede til Murray, at han var enig med sine divisionschefer om at et nyt angreb blot ville føre til nye tab. Murray var enig.
53. division holdt Samson højderyggen, 52. division holdt linjen ved foden af Outpost Hill hvor byggeri af nye stillinger ved Heart Hill og Blazed Hill var begyndt. Selv om de havde ordrer om ikke at opgive terræn, lå 54. brigades stilling i åbent land og blev overdænget med ild, så den måtte opgives. Divisionen var tvunget til at trække sig tilbage til en stilling nær Sheikh Abbas hvor de fik forbindelse til 74. division. Kamelbrigaden, hvis højre fløj var tæt på Kh. Sihan, dækkede denne tilbagetrækning inden det selv trak sig tilbage kl. 19.45 til Charing Cross, sydvest for Sheikh Abbas. Ørkenkolonnen blev trukket tilbage til en forpostlinje fra højre side af 54. division ved Dumb-bell Hill ved udkanten af Sheikh Abbas højderyggen, gennem Munkheile syd for Wadi el Baha, til et punkt på Wadi Ghuzzee omkring 1½ km nord for Shellal ved Hiseia.
Et osmannisk modangreb var ventet den 20. april, da tyske fly bombarderede ekspeditionsstyrkens lejre og osmannisk kavaleri samledes ved Hareira. Denne trussel blev ikke til noget efter at det osmanniske kavaleri var blevet bombarderet af tre B.E.- og to Martinsyde-fly. Selv om det ikke kom til et generelt modangreb, var der talrige lokale angreb. Et af disse angreb, som forsøgte at trænge ned gennem Wadi Sihan, blev stoppet af 54. divisions artilleri.

### Tab
I løbet af slaget havde de osmanniske forsvarere tab på mellem 82 og 402 dræbte, mellem 1.337 og 1.364 sårede og mellem 242 og 247 savnede. Der blev taget omkring 200 osmanniske fanger.
Mellem 17. og 20. april led den egyptiske ekspeditionsstyrke tab på 6.444, Infanteriet havde tab på 5.328, hvor 2.870 alene var fra den 54. division og 1.828 fra den 163. brigade. Den 52. division led tab på 1.874, 53. division 584, kamelbrigaden 345, den beredne Imperiedivision 547 og den beredne Anzac-division 105. Kun en brigade i 52. og 54. division var intakte eller havde kun lidt små tab. 74. division havde ikke været i kamp.
De officielle tabstab angiver 509 døde, 4.359 sårede og 1.534 savnede, heriblandt 272 taget til fange, mens de uofficielle tal lå meget højere på 17.000. Et lidt mindre tal på 14.000 har også været hævdet. 10. lette beredne regiment i 3. lette beredne brigade mistede 14 officerrer, og næsten halvdelen af regimentets øvrige mandskab var dræbt eller såret. Tre måneder senere, den 12. juli, rapporterede General Allenby, at "Enheder er imidlertid under styrke, og forstærkninger på 5.150 infanteri og 400 ryttere er nødvendige for at bringe de fire divisioner og beredne styrker, som nu er ved fronten, op på fuld styrke." Krigskirkegården i Gaza bærer stille vidnesbyrd om de tab, som var langt mere alvorlige, end den britiske offentlighed fik at vide.

## Efterspil
Nederlaget til den egyptiske ekspeditionsstyrke styrkede moralen i den osmanniske 4. armé. I løbet af uger blev Kress von Kressenstein forstærket med 7. og 54. division, og i oktober var 8. armé under kommando af Kress von Keressenstein blevet opstillet med hovedkvarter ved Huleikat nord for Huj.
Den egyptiske ekspeditionsstyrke, som med sin størrelse kunne have støttet en fremrykning til Jerusalem, var nu blevet decimeret. Murray og Dobell blev frataget deres poster og sendt tilbage til England.
Den linje, som blev sikret under slaget af den egyptiske ekspeditionsstyrke, blev konsolideret og forstærket, og der kom til skyttegravskrig mellem Sheikh Ailin ved Middelhavets kyst til Sheikh Abbas og videre til Tel el Jemmi. Denne linje blev holdt i seks måneder, hvor planer for et nyt forsøg i efteråret på at erobre Gaza og Jerusalem blev udarbejdet.

## Fodnoter
1. ↑  Denne osmanniske division må ikke forveksles med ekspeditionsstyrkens 53. division.
2. ↑  Falls skitse kort 14 af det første slag om Gaza viser Tel el Ujul ved kysten nord for Wadi Ghuzzee. Skitsekort 16 over det andet slag om Gaza placerer også Tel el Ujul nord for Wadi Ghuzzee, men halvvejs mellem kysten og Rafah til Gaza vejen. [Falls 1930 Vol. 1 Sketch Maps 14 and 16]
3. ↑  Mott afløste generalmajor Charles Dallas, som tog sin afsked på grund af dårligt helbred efter det første slag, hvor hovedparten af tabene på 4.000 mand blev lidt af hans division. [Grainger 2006 p. 138, Falls 1930 Vol. 1 pp. 315, 332 note]
4. ↑  Det blev rapporteret, at gassen havde "nogen effekt", [Tyske og tyrkiske kilder i Falls 1930 Vol. 1 p. 349] og "ingen synlig effekt." [Erickson 2001 p. 163]
5. ↑  Sekondløjtnant L. A. Craven gjorde sig fortjent til Military Cross for den effektive placering af disse maskingeværer. Hans sår forhindrede ham i at vende tilbage til sin enhed. [Powles 1922 p. 102]

## Eksterne kilder
- Download Billeder fra andet slag om Gaza
- Andet slag om Gaza fra The New Zealanders in Sinai and Palestine (1922)